# Giovanni Baronzio

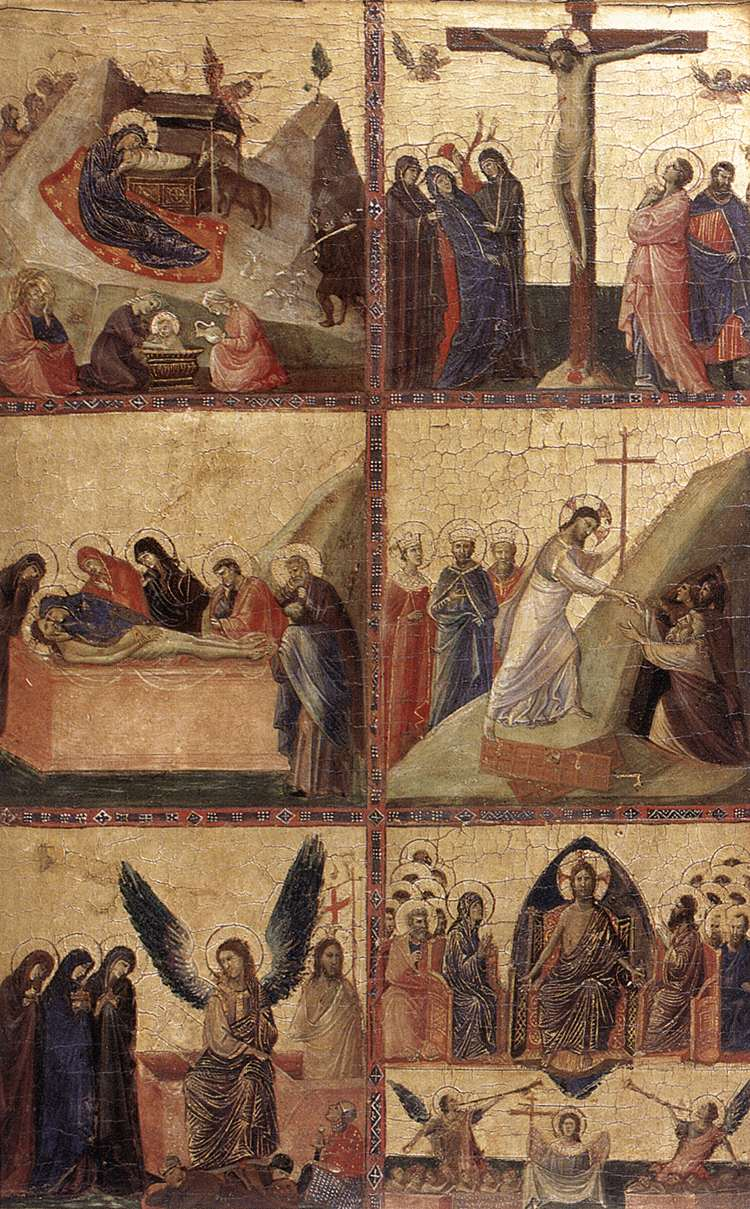
Storie della vita di Cristo, Galleria Nazionale d'Arte Antica, Roma

Giovanni Baronzio (Rimini, XIV secolo – Rimini, prima del 1362) è stato un pittore italiano.

## Vita e opere

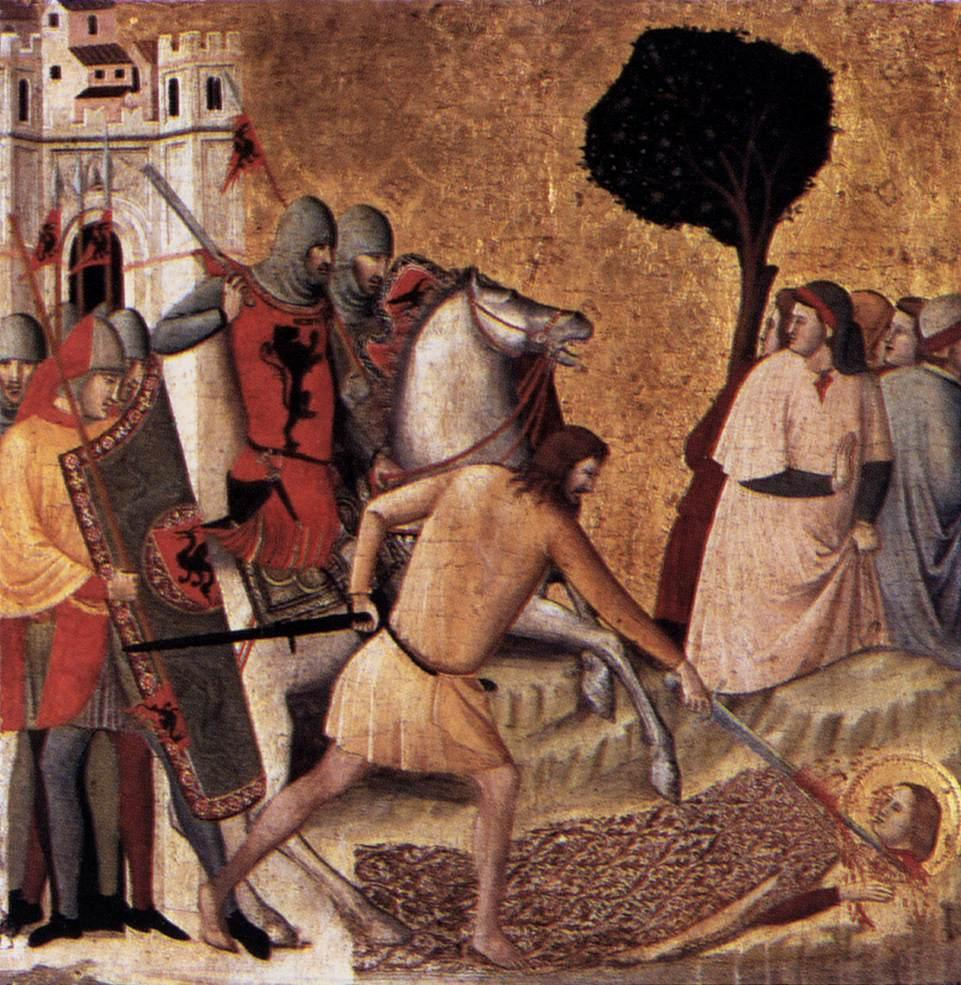
Decapitazione di Santa Colomba, Pinacoteca di Brera, Milano

Sulla biografia di Giovanni Baronzio non esistono fonti certe. Sappiamo che fu certamente un giottesco della Scuola riminese. Le uniche notizie sono tratte dalle sue opere di cui una è firmata e certamente di sua mano cioè un polittico con La Madonna col bambino e due angeli con San Francesco e San Ludovico da Tolosa, ma le più importanti sono forse le Storie della vita di Cristo che affiancano il pannello principale. Questa opera è firmata col nome di Iohannes Barontius de Arimino e datata 1340.
Questo polittico, oggi a Urbino nella Galleria nazionale delle Marche, proviene da un distrutto convento francescano di Macerata Feltria. L'opera denuncia la mano di un pittore raffinato vicino nei modi al suo conterraneo Pietro da Rimini. Gli sfondi dorati possono far pensare ad una tecnica ancora molto vicina a certi pre-giotteschi come Duccio di Boninsegna, ma la rappresentazione delle figure e delle scenografie sono eredità del giottismo maturo, soprattutto perché indulge nella cura dei personaggi e dei particolari come né Duccio, né Cimabue, cioè i pre-giotteschi più famosi, non riescono a veicolare nelle loro opere.
Per il resto tutta l'opera a lui ascritta è d'incerta attribuzione, e secondo dei periodi storici, viene assegnata sia a lui che ad altri pittori della Scuola riminese. La maggior parte di queste opere se le disputano sia Pietro da Rimini che Giuliano da Rimini. Di recente gli sono stati attribuiti, da storici importanti come Roberto Longhi e Federico Zeri, i bellissimi affreschi del Refettorio dell'Abbazia di Pomposa. Alcuni invece vedono la sua mano nella fascia centrale degli affreschi della Basilica di San Nicola da Tolentino (Brandi). Ma ambedue le opere sono state fino ad oggi attribuite a due maestri anonimi, sicuramente di ambito riminese, che prendono il nome dai luoghi dove gli affreschi sono posti come il Maestro dell'Abbazia di Pomposa e il Maestro di Tolentino. Più di recente ambedue i cicli pittorici sono invece stati attribuiti a Pietro da Rimini e la sua bottega, anche se nell'incertezza la mano dei due maestri anonimi è ancora l'ipotesi più accreditata.
Sull'anno della sua morte abbiamo una scritta posta dai figli di Giovanni che recita "Ioh[ann]is Barontii, et Deutacomandi Barontii, et Comandi filii quondam Magistri Iohannis Barontii pictoris de cont. S. Agnetis": la tomba non più visibile si sarebbe trovata nella chiesa di San Francesco di Rimini, poi trasformata nel '400 in Tempio Malatestiano da Leon Battista Alberti, ma rimane citata nei registri della chiesa all'anno 1362, anno prima del quale il Baronzio è sicuramente già morto.

## Altre attribuzioni
Sempre nell'incertezza gli sono attribuite le seguenti opere:
- Il polittico con la Madonna e santi della Chiesa di San Francesco di Mercatello sul Metauro.
- Le Storie di Cristo della Galleria Nazionale d'Arte Antica di Roma.
- La Crocefissione della Pinacoteca Vaticana.
- Le sette Storie di Cristo e quattro Santi del Metropolitan Museum di New York.
- La Crocefissione e Storie della Passione della Pinacoteca di Bologna.
- Le Storie di Santa Colomba della Pinacoteca di Brera di Milano
- L'affresco Madonna col bambino e i santi Leone, Tommaso d'Aquino, Iacopo Maggiore e Domenico nella Chiesa di San Domenico di Fano
- L'affresco Madonna col bambino nella chiesa di Santa Maria del Piano di Sassoferrato
- La Crocefissione nella chiesa di San Francesco di Sassoferrato
- La Madonna col bambino e due angeli del Liechtenstein Museum di Vienna